# Ягодово (област Пловдив)
 За другото българско село вижте Ягодово (област Монтана).  
Ягодово е село в Южна България, част от община Родопи, област Пловдив.

## География
Село Ягодово се намира в Тракийската низина, на 9,5 км от центъра на Пловдив.

## История
с.Ягодово е образувано през 1942 година от сливането на селата Катунско Конаре и Богоридево. Селото се е намирало на пътя за Цариград и е било непрестанно ограбвано от преминаващи турци. Поради тази причина е преместено на сегашното си място.
Името на селото идва от основния поминък на хората преди години – отглеждането на ягоди, но тази традиция е отмряла. Отглеждат се предимно моркови, зеле и тикви.
Землището на селото има богата история. В местността „Айгъра“ от землището му има следи от старо тракийско селище и могилен некропол със 7 на брой могили от периода VI-I век пр.н.е.
Намират се големи и малки ломени камъни, фрагменти от тухли с хоросанова замазка и др. Нумизматичният материал добит от селището, като единични находки на монети, намирани при селскостопански работи от местни жители е следният/всички монети се съхраняват във фонда на Арх.музей – Пловдив – виж инв.№5969 – 5973/:
- драхма, сребро от типа „Силен и Нимфа“//IV век пр.н.е./ – 1, инв.№5971;
- Статер, фуре/бронзово ядро с посребряване/ от типа „Силен и нимфа“/V-IV век пр.н.е./ – 1, инв.№ 5970;
- бронзови тракийски монети на: 
цар Аматок II/359 – 351 г. пр.н.е./-1, инв.№5969; Терес II/351 – 347 г. пр.н.е./-1, инв.№5972; Адей/270/260-245/240 г. пр.н.е./-1, частно притежание; бронзова монета на тракийския град Одрюза от „Тип 1“/II-I век пр.н.е./-1, инв.№5973].

Общ брой:6./Лит.:К.Кисьов – „Тракийската култура в региона на Пловдив и течението на р. Стряма през втората пол. на I хил. пр. Хр.“, Сф, изд. „Агато“, 2004 г., стр.25 – 26 и табла XXIX-XXX с изображенията на монетите – б.а., Л.В./.
Според устни сведения на информатор от Асеновград, от селището в местността „Айгъра“, произхождат още 2 монети на Одрюза, но от по-лошия „Тип 2“, датиран от периода III-II век пр.н.е./Личен архив – Любомир Василев. Непубликувани материали. Събира се материал за докторска дисертация на тема – „Тракийски и римски селища в източната част на Пловдивска област VI.пр.н.е.-V в. от н.е.“ – б.а., Л.В./.
Според първото преброяване на Източна Румелия, Катунско Конаре е основано в 1878 г. от 42 семейства преселници от старото село Катуница (което се е намирало на 3 км северно от сегашното му местоположение).

## Население
Численост на населението според преброяванията през годините:
| \| Година на преброяване \| Численост \| \| --------------------- \| --------- \| \| 1934 \| 2292 \| \| 1946 \| 2601 \| \| 1956 \| 2892 \| \| 1965 \| 3074 \| \| 1975 \| 3227 \| \| 1985 \| 3245 \| \| 1992 \| 3438 \| \| 2001 \| 3299 \| \| 2011 \| 3021 \| \| 2021 \| 2981 \| |           |
| Година на преброяване | Численост |
| 1934 | 2292      |
| 1946 | 2601      |
| 1956 | 2892      |
| 1965 | 3074      |
| 1975 | 3227      |
| 1985 | 3245      |
| 1992 | 3438      |
| 2001 | 3299      |
| 2011 | 3021      |
| 2021 | 2981      |

### Етнически състав
Преброяване на населението през 2011 г.
Численост и дял на етническите групи според преброяването на населението през 2011 г.:
|                     | Численост | Дял (в %) |
| Общо                | 3021      | 100.00    |
| Българи             | 2600      | 86.08     |
| Турци               | 19        | 0.62      |
| Цигани              | 284       | 9.40      |
| Други               | 16        | 0.52      |
| Не се самоопределят | 4         | 0.13      |
| Неотговорили        | 98        | 3.24      |

## Управление
От есента на 2015 г. Димитър Дишев е кмет на селото.

## Икономика
Основно в селото се развива растениевъдство, като нормално разпределение е както следва (Данните са приблизителни, и се отнасят за периода 2003 – 2006 година):
Полево растениевъдство:
- 40% Пшеница
- 15% Царевица
- 5% Ечемик
- 10% Слънчоглед
- 15% Моркови
- 5% Люцерна
- 2% Картофи
- 8% Други

Домашно растениевъдство:
- 25% Краставици
- 30% Домати
- 10% Картофи
- 5% Моркови
- 5% Зеле
- 25% Други

## Инфраструктура
В Ягодово има детска ясла, детска градина, основно училище и читалище с функционираща библиотека.
С Пловдив го свързва освен междуградски, така и градски транспорт – линия 22.

## Култура
В селото има два православни храма: стария параклис „Свети апостоли Петър и Павел“ и новата църква „Успение Богородично“. Параклисът се намира в двора на детската градина и е постоянно отворен. До него има чешма с изворна вода. Новата църква се намира срещу училището и е дом на двойка щъркели, които се връщат в гнездото си, построено над църквата. В двора на църквата е домът и на местния свещеник.

## Редовни събития
Празникът на селото е на Петровден (29 юни). Тогава се провежда ежегоден събор на „Кабата“ – стадиона на селото.
Също така в Ягодово се организират ежегодно детски литературни дни. Също така се провежда и фестивалът „На Петровден с хоро“.

## Известни личности
Родени в Ягодово
- Запрян Начев (1876 – ?), деец на ВМОРО.